# الزعاترة
الزعاترة هي إحدى قرى مركز الزرقا التابع لمحافظة دمياط بجمهورية مصر العربية.